# روبرت سادلر
روبرت سادلر هو سياسي أسترالي، ولد في 7 يناير 1846 في لاونسستون في أستراليا، وتوفي بنفس المكان في 10 مايو 1923.

## مناصب
- انتخب عضو مجلس نواب تسمانيا ‏ عن دائرة Division of Bass (state) [الإنجليزية]‏ (23 يناير 1913 – 10 يونيو 1922).
- انتخب عضو مجلس نواب تسمانيا ‏ عن دائرة Division of Bass (state) [الإنجليزية]‏ (30 أبريل 1909 – 30 أبريل 1912).
- انتخب عضو مجلس نواب تسمانيا ‏ عن دائرة Central Launceston ‏ (2 أبريل 1903 – أبريل 1909).
- انتخب عضو مجلس نواب تسمانيا ‏ عن دائرة Electoral district of Launceston [الإنجليزية]‏ (9 مارس 1900 – أبريل 1903).